# Зоринський сільський округ
Зо́ринський сільський округ (каз. Заря ауылдық округі, рос. Заринский сельский округ) — адміністративна одиниця у складі Павлодарського району Павлодарської області Казахстану. Адміністративний центр — село Зоря.
Населення — 2409 осіб (2021; 2301 у 2009, 2158 у 1999, 2200 у 1989).
Станом на 1989 рік існувала Зоринська сільська рада (села Бірлік, Зоря, Карл Маркс, Підстепне).

## Склад
До складу округу входять такі населені пункти:
| Населений пункт | Старі назви | Населення, осіб (1989) | Населення, осіб (1999) | Населення, осіб (2009) | Населення, осіб (2021) |
| --------------- | ----------- | ---------------------- | ---------------------- | ---------------------- | ---------------------- |
| Бірлік, село    | -           | 395                    | 383                    | 426                    | 416                    |
| Зоря, село      | -           | 1304                   | 1280                   | 1367                   | 1489                   |
| Жертумсик, село | Карл Маркс  | 238                    | 268                    | 234                    | 223                    |
| Підстепне, село | -           | 263                    | 227                    | 274                    | 281                    |